# Montagna-le-Reconduit
Montagna-le-Reconduit è un comune francese di 120 abitanti situato nel dipartimento del Giura nella regione della Borgogna-Franca Contea.

## Società

### Evoluzione demografica
Abitanti censiti